# اکیدنا

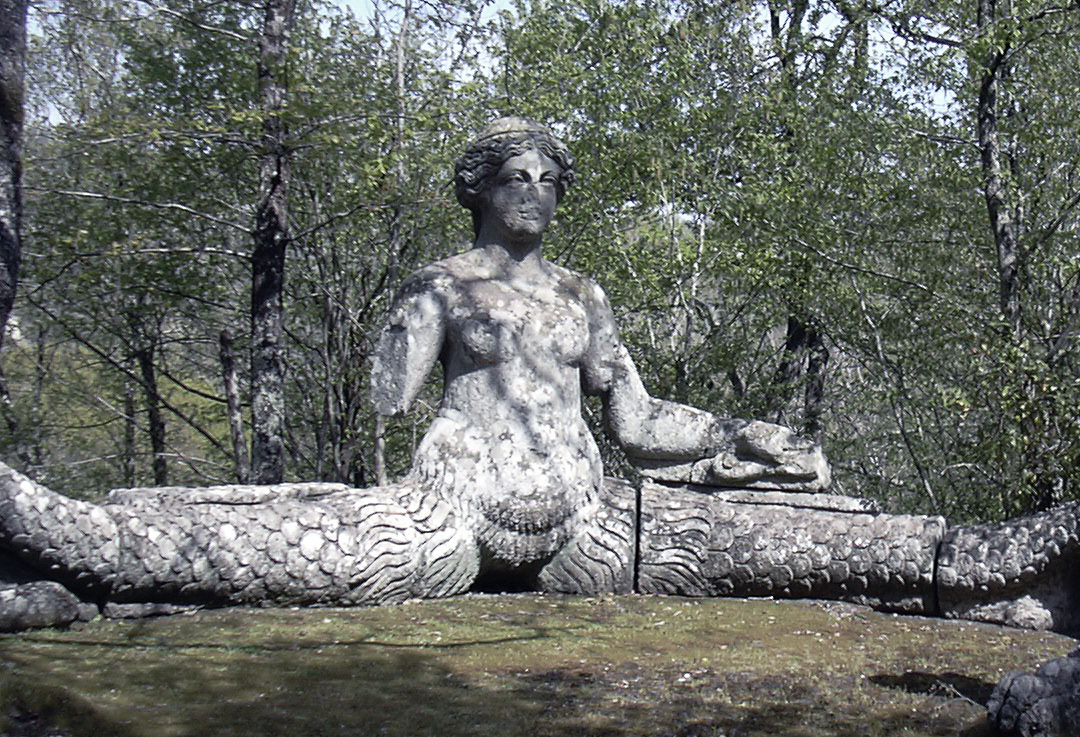
مجسمه اکیدنا توسط پیرو لیگوریو 1555، پارک هیولا، لاتزیو ایتالیا

اکیدنا (به یونانی: Ἔχιδνα) (به معنی گرزه‌مار) یکی از موجودات افسانه‌ای در اساطیر یونان است. برطبق شبه شبه آپولودوروس اکیدنا فرزند تارتاروس و گایا بود، اما هزیود او را فرزند ستو و فورسیس معرفی کرده‌است.
اکیدنا هیولای مؤنثی بود که نیمی پری و نیمی مار بود و در غاری زندگی می‌کرد. اکیدنا همسر زشت تایفون و دختر ستو بود. او تنها هنگام شکار غار را ترک می‌کرد و هر موجودی را که از آن حوالی می‌گذشت می‌خورد. او را مادر تمام هیولاها می‌دانستند، چراکه بسیاری از موجودات نام‌دار اساطیر یونان توسط او به وجود آمده‌اند. فرزندان اکیدنا عبارت‌اند از شیر نیمیان، سربروس، ارثروس، لادون، کایمرا، اسفینکس و هایدرا. این موجود فانی اما دارای عمری طولانی بود و توسط آرگوس کشته شد.